# 重慶府

四川省の重慶府の位置（1820年）

重慶府（じゅうけいふ）は、中国にかつて存在した府。宋代から民国初年にかけて、現在の重慶市一帯に設置された。

## 概要
1102年（崇寧元年）、北宋により渝州が恭州と改称された。1189年（淳熙16年）、南宋により恭州が重慶府に昇格した。重慶府は夔州路に属し、巴・江津・璧山の3県を管轄した。羈縻州として溱州があり、溱州は栄懿・扶歓の2県を管轄した。
1279年（至元16年）、元により重慶府は重慶路総管府と改められた。重慶路は四川等処行中書省に属し、録事司と巴・江津・南川の3県と瀘州に属する江安・納渓・合江の3県と忠州に属する臨江・南賓・豊都の3県と合州に属する銅梁・定遠・石照の3県と涪州に属する武竜県、合わせて1司3県4州州領10県を管轄した。
1371年（洪武4年）、明により重慶路は重慶府と改められた。重慶府は四川省に属し、直属の巴・江津・璧山・永川・栄昌・大足・安居・綦江・南川・長寿・黔江の11県と合州に属する銅梁・定遠の2県と忠州に属する酆都・墊江の2県と涪州に属する武隆・彭水の2県、合わせて3州17県を管轄した。
清のとき、重慶府は四川省に属し、巴・江津・璧山・永川・栄昌・大足・綦江・南川・長寿・銅梁・定遠・合州・涪州・江北庁の1庁2州10県を管轄した。
1913年、中華民国により重慶府は廃止された。